# Prolongation
Die Prolongation (lateinisch prolungare, „verlängern“) ist die Verlängerung eines Darlehens nach Ablauf der vereinbarten Laufzeit. Grundsätzlich kann die Vertragsverlängerung zu gleichen oder veränderten Bedingungen erfolgen.
Prolongationen finden sich bei Verträgen, die einer Befristung nach § 163 BGB ausgesetzt sind. Der andere Vertragspartner ist zu einer Prolongation nicht verpflichtet. Stimmt er einer Prolongation zu, so kommt es zur Vertragsänderung des ursprünglichen Vertrags.

## Abgrenzung
Die Prolongation ist kein Rechtsbegriff, sondern hat sich im Finanzwesen als Bezeichnung für eine Vertragsverlängerung eingebürgert. Abzugrenzen ist zwischen Prolongation und Novation. Welche Absicht verfolgt wird, ist Auslegungsfrage. Wegen der einschneidenden Rechtsfolgen einer Novation, mahnt der Bundesgerichtshof zur Vorsicht und plädiert im Zweifel für Vertragsänderungen.
Keine Prolongation ist die Zinsanpassung aufgrund des Ablaufs einer Zinsbindungsfrist. Die Laufzeit des Kredites wird hierdurch nicht verändert. Das gilt auch für Zinsanpassungen im Rahmen einer Zinsgleitklausel. Auch andere Änderungen (Kreditsicherheiten, Kreditbetrag) sind keine Prolongation, solange sie keine Laufzeitverlängerung zur Folge haben.

## Voraussetzungen im Kreditgeschäft
Eine Prolongation erfordert bankenaufsichtsrechtlich nach AT 2.3 MaRisk vom Dezember 2012 eine neue Kreditentscheidung, da sich risikorelevante Sachverhalte (Laufzeit) ändern. Dem Prolongationsantrag des Kreditnehmers muss somit stets eine Kreditwürdigkeitsprüfung durch den Kreditgeber folgen. Dabei wird nicht zwischen bankinternen (interne Verlängerung von extern unbefristet zugesagten Krediten) und externen Prolongationen unterschieden. 
Im Kreditgeschäft kommt es zu Prolongationen, wenn die ursprüngliche Fälligkeit eines Kredits vom Kreditnehmer nicht eingehalten werden kann. Da bei Ratenkrediten bereits während der Laufzeit regelmäßig getilgt wird, kommt eine Prolongation hier seltener vor. Der Aufschub fälliger Tilgungsraten gilt zunächst als Stundung, erst wenn diese später nicht aufgeholt werden und im Tilgungsplan eine stundungsbedingte Laufzeitverlängerung eintritt, kommt es zur Prolongation. Häufiger sind endfällige Darlehen von einer Prolongation betroffen. Unabhängig vom Grund für diese Verzögerung bewerten Kreditinstitute eine Prolongation als schlechte Finanzplanung negativ im Rating oder Kreditscoring. 
Die Prolongation stellt eine Vertragsänderung dar, so dass sie vor Ablauf des ursprünglichen Kreditvertrags erfolgen muss und ansonsten unter Beibehaltung der übrigen Kreditbedingungen (Kreditzins, Tilgungsvereinbarungen, Kreditsicherheiten) vorgenommen wird. Wurden Kreditsicherheiten hingegeben, werden auch die Bedingungen des Sicherungsvertrages an die veränderten Bedingungen angepasst.

## Voraussetzungen bei Termingeschäften
Termingeschäfte müssen im Regelfall bei Fälligkeit von beiden Parteien erfüllt werden. Bei einer Prolongation ist zwischen der Prolongation zu aktuellen Marktkursen und der Prolongation zum alten Kurs zu unterscheiden. Eine Prolongation zum alten Kurs (im Fachjargon „Schiebung“) ist im Ausland erlaubt, in Deutschland verboten, weil eine Vereinbarung marktabweichender Kurse seit Oktober 1995 aufsichtsrechtlich nicht mehr statthaft ist, seit Dezember 2010 konkretisiert durch zusätzliche Mindestanforderungsbestimmungen. Soll ein Termingeschäft auf alter Kursbasis prolongiert werden, ist dies ausnahmsweise nur bei Nachweis des Grundgeschäftes möglich.

## Sonstige Verträge
Auch andere Rechtsverhältnisse, insbesondere Zahlungs- oder Lieferbedingungen, können prolongiert werden.